# シグナス CRS OA-5
シグナス CRS OA-5は、NASAとオービタルATK社（以下、オービタル社）の間で締結された商業補給サービス契約に基づき打ち上げられる無人宇宙補給機 シグナスの7番目（国際宇宙ステーションへの補給は6回目）の飛行ミッションである。オービタル社は商業軌道輸送サービス計画において中型ロケット アンタレスと補給用宇宙機 シグナスの開発・製造を担当している。また、シグナスの与圧貨物モジュールはタレス・アレーニア・スペースが供給している。
このミッションで打ち上げられたシグナス補給船は、スペースシャトルの船長を務めた宇宙飛行士 Alan G. Poindexter（故人）にちなみ、S.S.Alan Poindexter と名づけられた。

## 歴史
2013年9月に商業軌道輸送サービスの実証飛行が成功し、オービタル社は商業補給サービス計画に基づき2014年中に2回のISS補給ミッションを請け負うことになった。しかし、3回目の打ち上げとなるシグナス CRS Orb-3はアンタレスが離床直後に爆発したため失敗に終わってしまった。オービタル社はAJ-26 62エンジンを使用するアンタレス 100シリーズの廃止を決め、新たな推進システムの導入を急ぐことになった。アンタレスは、信頼性の向上とペイロードの増加を図るべく第1段エンジンに新規に製作されたRD-181エンジンを搭載するようアップデートされた。
2014年末にオービタル社はアトラス Vロケットを用いてフロリダ州ケープ・カナベラルから2015年末にシグナス CRS OA-4、2016年にもう一機を打ち上げる契約を結んだ。オービタル・サイエンシズは2016年に第1四半期（シグナス CRS OA-6）、第3四半期（シグナス CRS OA-5）、第4四半期（シグナス CRS OA-7）の計3回の打ち上げを計画しており、OA-5とOA-7はアンタレス 230、OA-6はアトラス Vを使用する予定であった。この3つのミッションにより、オービタル社は商業補給サービス契約を完了することになっていた。
シグナス補給船の製造・組立はバージニア州ダレスで行われた。シグナスのサービスモジュールは射場で与圧貨物モジュールと結合され、運用はダレスとヒューストンの管制センターで行われた。

## 機体
このフライトはオービタル社とNASAとの間で締結された商業補給サービス契約において10回中6回目にあたり、シグナス拡張型としては3回目のフライトである。2016年10月17日23時45分UTC(米国東部時間では同日19時45分）に打ち上げられた。
このミッションで打ち上げられたシグナス補給船には、オービタル・サイエンシズの慣習に従い、NASAの宇宙飛行士にちなんでS.S. Alan Poindexterの名が与えられた（Alan G. Poindexterは2008年と2010年の二度、スペースシャトルに搭乗した）。

## 打ち上げ要目
- 総重量：4,900キログラム (10,700 lb)
  - 科学研究用機材：498.0キログラム (1,097.9 lb)
  - クルー向け補給品：585.0キログラム (1,289.7 lb)
  - ISS資材：1,023.0キログラム (2,255.3 lb)
  - 宇宙遊泳用機材：5.0キログラム (11 lb)
  - コンピュータ関連：56.0キログラム (123.5 lb)
  - ロシア製資機材：42.0キログラム (92.6 lb)
- 梱包材等を含んだ総重量：2,342.0キログラム (5,163.2 lb)
- CubeSat（非与圧）： 83キログラム (183 lb)[12]
- 廃棄物（大気圏突入により処分）： 1,690キログラム (3,720 lb)[12]

## 今後のミッション
NASA はシグナス CRS OA-7を2016年12月30日に打ち上げる予定であったが、2016年10月になってNASAのペイロードを追加搭載するため打ち上げロケットをアンタレスからアトラス Vに変更して2017年3月に打ち上げると発表した。
2015年に締結されたNASA CRS-1契約において、オービタル・サイエンシズは2017年から2018年にかけて3回の追加ミッションを獲得した。シグナス CRS OA-8Eを2017年6月12日、同年中にシグナス CRS OA-9E、2018年にシグナス CRS OA-10Eを打ち上げる予定であるが、補給機の打ち上げスケジュールはISS参加国の要望により大きく変わりうる。また、スペースXとボーイングが予定している初の有人商業飛行（アメリカの有人宇宙機としては2011年のスペースシャトル引退以来）の影響を受ける可能性もある。

## CubeSat放出
ISS離脱後の2016年11月25日に高度500kmまで軌道を上げ、Spire Global社のCubeSat Lemur-2を放出した。